# Gary Banks
Gary Banks – australijski judoka.
Zdobył trzy medale mistrzostw Oceanii w latach 1983 - 1988. Wicemistrz Australii w 1983 roku.